# Mordellistena rhizophorae
Mordellistena rhizophorae es una especie de coleóptero de la familia Mordellidae.

## Distribución geográfica
Habita en Australia.